# برمون شائع
برمون شائع (الاسم العلمي: Lates calcarifer) (بالإنجليزية: Barramundi)‏ هو نوع من الأسماك يتبع جنس البرمون من الفصيلة البرمونية.